# Caio Víbio Póstumo
Caio Víbio Póstumo (em latim: Gaius Vibius Postumus) foi um senador romano nomeado cônsul sufecto em 5 com Caio Ateio Capitão. Era filho de Caio Víbio Póstumo e sua família era originária da cidade de Larino. Aulo Víbio Hábito, cônsul sufecto em 8, era provavelmente seu irmão.

## Carreira
Depois do consulado, foi enviado como legado imperial para a Dalmácia, onde ficou de 8 ou 9 até 11, participando da fase final da Grande Revolta da Ilíria. Depois, foi procônsul da Ásia entre 12 e 15. Nada mais se sabe sobre ele depois disto.